# Vachonium chukum
Vachonium chukum är en spindeldjursart som beskrevs av William B. Muchmore 1982. Vachonium chukum ingår i släktet Vachonium och familjen Bochicidae. Inga underarter finns listade i Catalogue of Life.